# Franziska Gaal

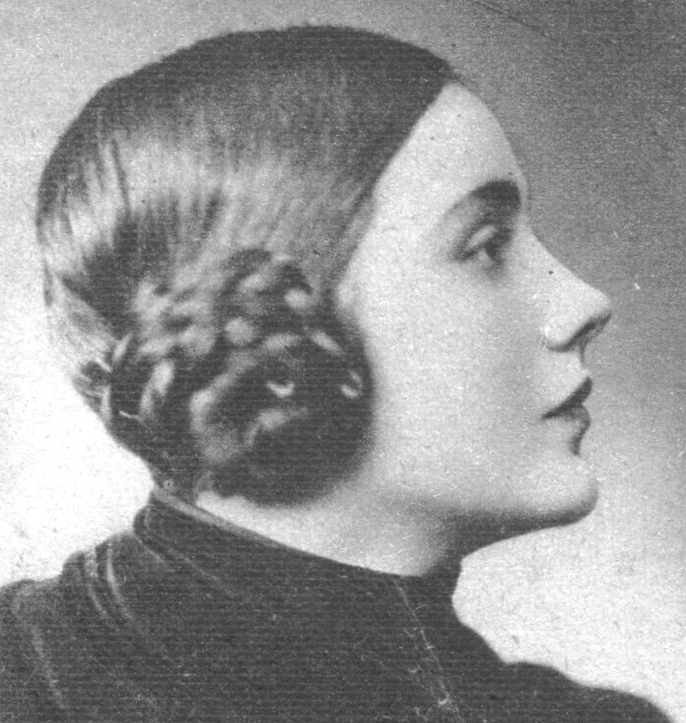
Franciska Gaál, 1930

Franziska Gaal, auch Franciska Gaál (anhörenⓘ; * 1. Februar 1903 in Budapest als Szidónia Silberspitz; † 13. August 1972 in New York City, New York), war eine ungarische jüdische Schauspielerin.

## Leben und Wirken
Franciska Silberspitz war das dreizehnte Kind einer jüdischen Familie. Sie besuchte die Budapester Theaterakademie und machte sich nach dem Ersten Weltkrieg als Sängerin, Tänzerin und Schauspielerin einen Namen. Im Alter von 20 Jahren durfte sie die „Orska“ in einem Einakter von Ferenc Molnár an einem Budapester Theater spielen. Ihr Künstlername Gaal war der Name eines ihrer Schauspiellehrer. Fortan spielte sie Theater und sang in mehreren Operetten. Unter anderem Ferenc Molnár schrieb auf sie zugeschnittene Theaterstücke. 1927 trat sie erstmals am Broadway in New York auf.
Ihr Freund und späterer Partner, der UFA-Produzent Joe Pasternak, brachte die temperamentvolle Schauspielerin 1932 nach Berlin zum Film. In Verwechslungskomödien wie Paprika und Gruß und Kuß – Veronika avancierte Franziska Gaal als Hauptdarstellerin und Partnerin von Paul Hörbiger auf Anhieb zum auch singenden Filmstar. So nahm sie mehrere Platten auf, unter anderem den Titel ihres Filmduettes mit Paul Hörbiger Die kleinen Mädchen mit dem treuen Blick.
Nach der Machtergreifung Hitlers konnte sie nur noch in österreichischen und ungarischen Produktionen mitwirken, mehrmals unter der Regie von Hermann Kosterlitz und an der Seite anderer Emigranten. In dieser Phase heiratete sie den Budapester Rechtsanwalt Franz Dajkovich.
Auf eine Einladung von Cecil B. DeMille emigrierte sie 1937 nach Hollywood und übernahm eine Hauptrolle in dem Film The buccaneer (1938). Nach zwei weiteren Filmrollen kehrte sie 1941 wegen der Krankheit ihrer Mutter nach Ungarn zurück. Während zahlreiche ihrer Verwandten dem Holocaust zum Opfer fielen, überlebte sie in ihrem Versteck in einer zerbombten Villa am Plattensee.
Unmittelbar nach dem Krieg wurde sie von den Sowjets zu einer Reise in die UdSSR eingeladen. In einem privaten Brief kritisierte sie die Zustände, die sie in Moskau vorfand. Möglicherweise war dies der Grund, warum sie Ungarn später wieder verließ.
Bereits 1946 erhielt sie die Hauptrolle in dem ungarischen Film Der König streikt an der Seite von Theo Lingen und Hans Moser, doch der Film konnte in den Nachkriegswirren nicht fertiggestellt werden. Am 23. Mai 1947 traf sie erneut in den USA ein, lebte in New York und spielte gelegentlich Theater. Später war sie offenbar an der Theaterschule von Erwin Piscator als Schauspiellehrerin tätig.
Ihr Mann starb im Oktober 1965. Später erkrankte Gaal und war teilweise gelähmt. Ihre sterblichen Überreste sind im Woodside-Kolumbarium in Queens bestattet.

## Filmografie
- 1921: New-York express kábel
- 1921: Az Egér
- 1921: A Cornevillei harangok
- 1932: Paprika / Der Sprung in die Ehe
- 1933: Gruß und Kuß – Veronika
- 1933: Skandal in Budapest
- 1934: Csibi, der Fratz
- 1934: Peter, das Mädchen von der Tankstelle (Peter)
- 1934: Kleine Mutti
- 1934: Frühjahrsparade
- 1935: Katharina die Letzte
- 1936: Fräulein Lilli
- 1938: Der Freibeuter von Louisiana (The Buccaneer)
- 1938: Paris Honeymoon
- 1939: The Girl Downstairs
- 1946: Der König streikt (Renée XIV.) (unvollendet)

## Musiktitel
- Ach wie oft kommt die Liebe unverhofft. Foxtrot aus dem Tonfilm: Paprika (Wachsmann-Schwabach) Franziska Gáal mit Vokal-Quartett und Orchesterbegleitung. HMV AE 4319 / Electrola E.G.2666 (mx. OD 1251-II) Ende 1932
- Gruß und Kuss Veronika. Foxtrot aus dem gleichn. Tonfilm (Wachsmann-Schwabach) Franziska Gáal mit ODEON-Tanzorchester. Odeon A 251.409 (mx. Be 10 271)
- Die kleinen Mädchen mit dem treuen Blick. Slow-Fox a.d. Tonfilm Gruß und Kuss Veronika (Wachsmann-Schwabach) Franziska Gáal mit ODEON-Tanzorchester. Odeon A 254.117 (mx. Be 10 270) 1933
- und Duettversion mit Hörbiger.
- Kleine entzückende Frau. Lied aus dem Tonfilm Früchtchen / Csibi, der Fratz (Nikolaus Brodszky-Ernst Schott) Franziska Gáal mit Orchester, dir. Nikolaus Brodszky. HMV BA 412 (mx. OWX 642)
- So viele Fragen kann ein Baby nicht ertragen. Lied aus dem Tonfilm Früchtchen / Csibi, der Fratz (Nikolaus Brodszky-Ernst Schott) Franziska Gáal mit Orchester, dir. Nikolaus Brodszky. HMV BA 412 (mx. OWX 643) 1933/1934